# ジャン・マリア・ヴォロンテ
ジャン・マリア・ヴォロンテ（Gian Maria Volonté、1933年4月9日 - 1994年12月6日）は、イタリア、ミラノ出身の俳優。イタリアを代表する世界的な名優として知られた。

## 経歴
1933年4月9日にイタリアはミラノで生まれた。1957年にローマの俳優養成所を卒業、当初は主に舞台やテレビドラマで活躍した。1960年に映画初出演。
1964年にセルジオ・レオーネ監督のマカロニ・ウェスタン『荒野の用心棒』で悪役であるラモン・ロホを演じた（本名ではなくアメリカ人風の偽名ジョニー・ウェルズとしてクレジット）。翌1965年の『夕陽のガンマン』では麻薬中毒のギャングの頭目エル・インディオを演じ、この二作の成功でヴォロンテは一躍スター俳優にのし上がる。これ以降国内外の多くの映画に出演、イタリアを代表する俳優として世界的な知名度を得る。
映画でしばしば狂気を感じさせる悪役を演じており、『殺人捜査』で演じた、殺人を犯したエリート刑事がその最もたる例である。彼はバルトロメオ・バンゼッティやラッキー・ルチアーノなど、実在の人物を演じる事もあった。
ヴォロンテの演技力は批評家から高く評価され、イタリアのアカデミー賞とも呼ばれるダヴィッド・ディ・ドナテッロ賞の主演男優賞（1970年、1990年）、カンヌ国際映画祭男優賞（1983年）、ベルリン国際映画祭銀熊賞（1987年）など多くの映画賞を受賞した。1991年にはその生涯における業績を表彰して、ヴェネツィア国際映画祭栄誉金獅子賞が贈られた。
優れた映画俳優としてのみならず、熱心な政治運動家としても有名であった。彼は進歩主義的な思想で知られ、イタリア共産党と深い関わりを持った。
1994年12月6日に映画『ユリシーズの瞳』撮影のため滞在していたギリシアのフロリナで、映画の撮影中に心筋梗塞で死亡した。彼の代役はエルランド・ヨセフソンがつとめた。

## 主な出演作品
| 公開年 | 邦題 原題                                                      | 役名                       | 備考                                           |
| ------ | -------------------------------------------------------------- | -------------------------- | ---------------------------------------------- |
| 1961   | 鞄を持った女 La Ragazza con La Valigia                         | ピエロ・ベノッティ         |                                                |
| 1961   | アトランタイド Antinea, l'amante della città sepolta           | タラス                     |                                                |
| 1962   | 祖国は誰のものぞ Le quattro giornate di Napoli                 | スティモロ                 |                                                |
| 1964   | 荒野の用心棒 Per un Pugno di Dollari                           | ラモン                     |                                                |
| 1965   | 夕陽のガンマン Per Qualche Dollaro In Piu                      | エル・インディオ           |                                                |
| 1966   | 群盗荒野を裂く Quien Sabe?                                     | エル・チュンチョ           |                                                |
| 1967   | 悪い奴ほど手が白い A ciascuno il suo                           | パオロ教授                 |                                                |
| 1967   | 血斗のジャンゴ Faccia a faccia                                 | ブレット・フレッチャー教授 |                                                |
| 1968   | ミラノの銀行強盗 Banditi a Milano                              | ピエロ・キャバレロ         |                                                |
| 1969   | 山いぬ L'amante di Gramigna                                    | グラミニア                 |                                                |
| 1969   | 蠍座の星の下で Sotto il segno dello scorpione                  | レノ                       |                                                |
| 1970   | 殺人捜査 Indagine su un cittadino al di sopra di ogni sospetto | 警察官                     |                                                |
| 1970   | 東風 Le vent d'est                                             | Le ranger nordiste         |                                                |
| 1970   | 総進撃 Uomini contro                                           | Ottolenghi                 |                                                |
| 1970   | 仁義 Le Cercle rouge                                           | ヴォーゲル                 |                                                |
| 1971   | 死刑台のメロディ Sacco e Vanzetti                              | バルトロメオ・バンゼッティ |                                                |
| 1971   | 労働者階級は天国に入る La classe operaia va in paradiso        | ルル・マッサ               | 第25回カンヌ国際映画祭 パルム・ドール 受賞     |
| 1972   | 黒い砂漠 Il caso Mattei                                        | エンリコ・マッテイ         | 同上                                           |
| 1972   | 影の暗殺者/フランスの陰謀 L'attentat                           | Sadie                      |                                                |
| 1973   | コーザ・ノストラ Lucky Luciano                                 | ラッキー・ルチアーノ       |                                                |
| 1979   | エボリ Cristo si è fermato a Eboli                             | カルロ・レヴィ             | 原作はカルロの『キリストはエボリで止まった』   |
| 1983   | La morte di Mario Ricci                                        | ベルナルド・フォンタナ     | 第36回カンヌ国際映画祭 男優賞 受賞             |
| 1986   | 首相暗殺 Il caso Moro                                          | アルド・モーロ             | 第37回ベルリン国際映画祭 男優賞 受賞           |
| 1987   | 予告された殺人の記録 Cronaca di una morte annunciata           | クリスト                   | 原作はG・ガルシア＝マルケス                    |
| 1988   | 黒の過程 L'oeuvre au noir                                      | ゼノン                     | 原作はM・ユルスナール                          |
| 1990   | 宣告 Porte aperte                                              | Pestalozzi                 | ヨーロッパ映画賞 審査員特別賞 受賞             |
| 1991   | Una storia semplice                                            | カルメロ                   | 第48回ヴェネツィア国際映画祭 特別金獅子賞 受賞 |